# Парк-арборетум (Великий Березний)
Парк-арборе́тум — парк-пам'ятка садово-паркового мистецтва місцевого значення в Україні. Розташований у межах Ужгородського району Закарпатської області, в центральній частині смт Великий Березний. 
Площа 3 га. Статус надано згідно з рішенням облвиконкому від 18.11.1969 року № 414 і рішенням облвиконкому від 23.10.1984 року № 253. Перебуває у віданні Великоберезнянської селищної ради. 
Статус надано з метою збереження парку, закладеного 1866 року. Зростає понад 250 рідкісних видів дерев, зокрема гінкго дволопатеве, тсуга канадська, туя велетенська, дуб черешчатий, дуб скельний.

## Галерея

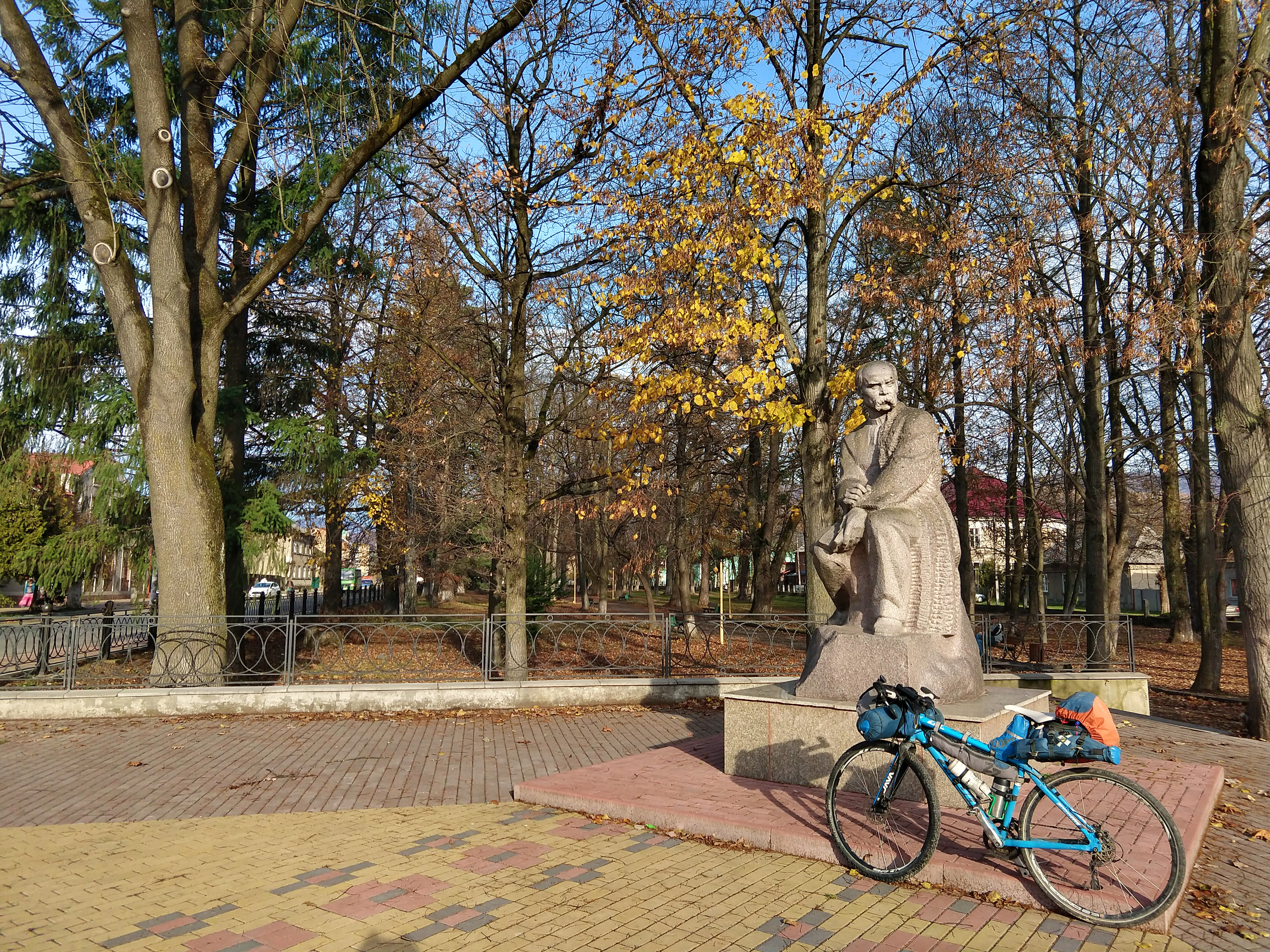
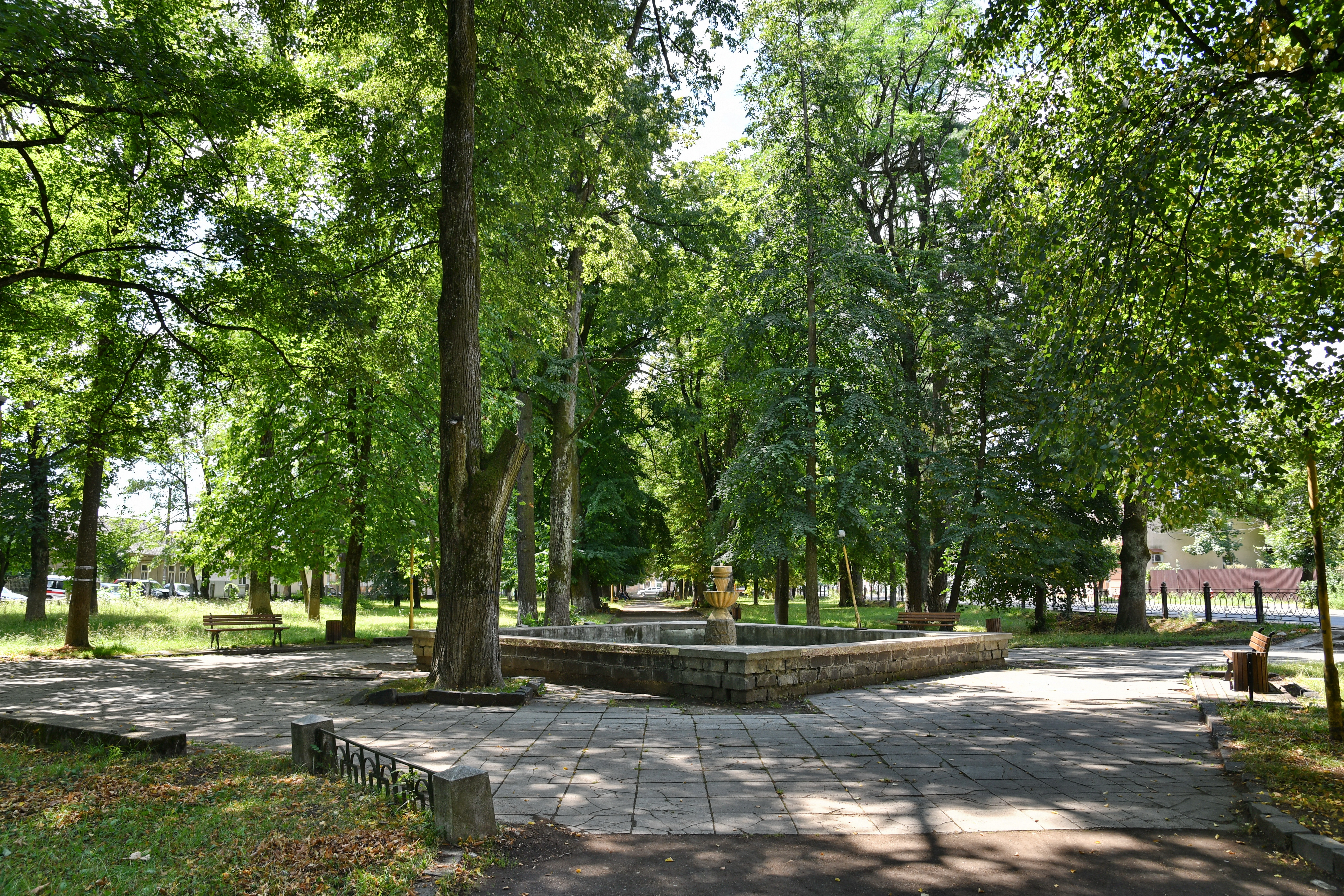
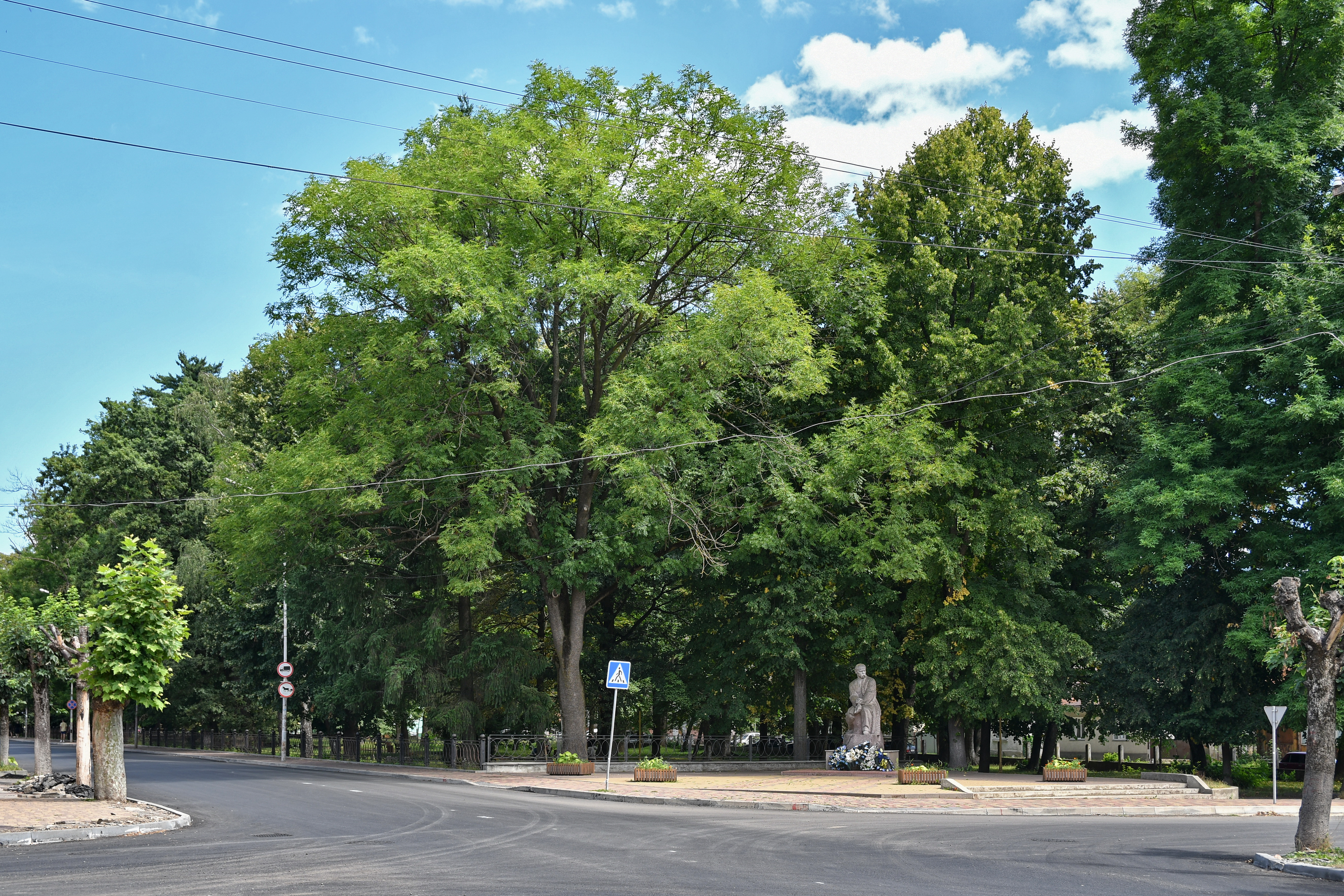
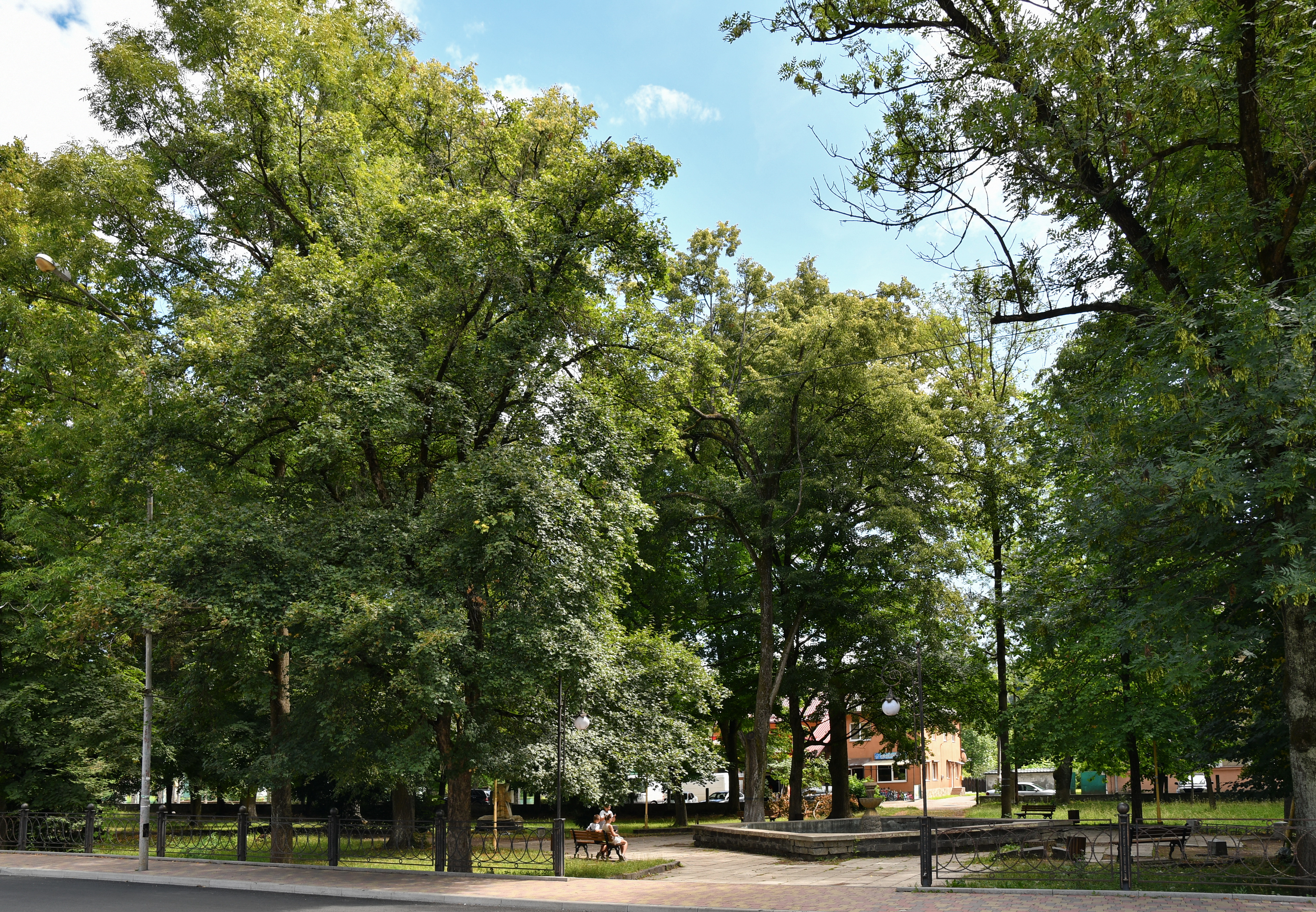